# Stazione di Zagarolo Paese
La stazione di Zagarolo Paese era una delle quattro stazioni ferroviarie al servizio del comune di Zagarolo, situata sulla ferrovia Roma-Fiuggi-Alatri-Frosinone.

## Storia
La stazione venne inaugurata il 12 giugno 1916 in concomitanza con l'apertura della tratta da Roma a Genazzano.
Venne chiusa al traffico il 26 dicembre del 1983, insieme alla tratta San Cesareo-Genazzano, a causa di una frana avvenuta il 27 dicembre dello stesso anno, che fu pretesto per una chiusura "temporanea" della linea, che a distanza di pochi mesi divenne definitiva.

## Strutture e impianti
La stazione disponeva di due binari separati da un marciapiede, di un fabbricato viaggiatori e di un edificio per i servizi igienici, demolito nel 2013.
In uscita dalla stazione, in direzione Roma, era presente un ponte ferroviario, che al 2014 risulta essere demolito.
Al 2014 la struttura è interessata da un cantiere per la realizzazione di una zona residenziale. Ciò che rimane della stazione è soltanto il fabbricato viaggiatori.

## Movimento
La stazione era interessata solamente da traffico passeggeri.

## Servizi
La stazione disponeva di:
- Servizi igienici